# 제임스 두언
제임스 두언(James Doohan, 1920년 3월 3일 ~ 2005년 7월 20일)은 캐나다의 배우이다.

## 출연 작품
- 스타트렉6
- 스타트렉7